# Jean-Michel Gonzalez
Pour les articles homonymes, voir González.
Pas d'image ? Cliquez ici

a Compétitions nationales et continentales officielles uniquement.

b Matchs officiels uniquement.
Dernière mise à jour le 3 juin 2022.
Jean-Michel Gonzalez, surnommé « Gonzo », né le 10 juillet 1967 à Bayonne, est un joueur international français de rugby à XV, évoluant en première ligne aux postes de talonneur et de pilier. Il se reconvertit ensuite en tant qu'entraîneur, notamment auprès de l'équipe de France féminine de 2015 à 2016.

## Carrière

### Joueur

#### En club
Il prend sa retraite de joueur en 2005.

#### En équipe de France
Jean-Michel Gonzalez a connu sa première sélection le 4 juillet 1992 contre les Pumas

#### Avec les Barbarians
Le 6 novembre 1996, il est invité une première fois avec les Barbarians français pour jouer contre Cambridge en Angleterre. Les Baa-Baas s'imposent 76 à 41. Le 23 novembre 1996, il joue de nouveau avec les Barbarians français contre l'Afrique du Sud à Brive. Les Baa-Baas s'imposent 30 à 22.
Le 15 octobre 1997, il est invité une nouvelle fois avec les Barbarians français pour jouer contre le Lansdowne RFC à Dublin. Les Baa-Baas s'imposent 31 à 24. Le 11 novembre 1998, il joue avec les Baa-Baas contre l'Argentine à Bourgoin-Jallieu. Les Baa-Baas s'imposent 38 à 30.
En juin 1999, il participe à la tournée des Barbarians français en Argentine. Il est titulaire contre le Buenos Aires Rugby Club à San Isidro. Les Baa-Baas s'imposent 52 à 17. Puis, il est remplaçant contre les Barbarians Sud-Américains à La Plata. Il remplace en cours de jeu Cédric Soulette. Les Baa-Baas français s'imposent 45 à 28.
En novembre 2000, il est sélectionné avec les Barbarians français pour jouer la Nouvelle-Zélande au Stade Bollaert à Lens. Les Baa-Baas parviennent à s'imposer 23 à 21.
En septembre 2003, il connaît une dernière sélection avec les Barbarians français à l'occasion d'un match opposant le XV de France, rebaptisé pour l'occasion XV du Président (afin de contourner le règlement qui interdit tout match international à moins d'un mois de la Coupe du monde), et les Barbarians français, composés essentiellement des joueurs tricolores non retenus dans ce XV présidentiel et mis à disposition des Baa-Baas par Bernard Laporte. Ce match se déroule au Parc des sports et de l'amitié à Narbonne et voit le XV du président s'imposer 83 à 12 face aux Baa-Baas.

### Entraîneur
Il est appelé comme entraîneur du Biarritz olympique le 26 novembre 2008 en remplacement de Jacques Delmas, jusqu'en 2011.
Depuis novembre 2013, il intervient auprès des avants de l'Aviron bayonnais afin de travailler la mêlée.
En novembre 2014, il est nommé entraîneur des avants de l'équipe de France féminine, aux côtés du manager Karl Janik, et de l'entraîneur des arrières Philippe Laurent. En décembre 2016, à la suite du changement de comité directeur de la FFR et de l'élection de Bernard Laporte à sa tête, les deux entraîneurs de l'équipe de France féminine sont écartés « sans aucune explication ». Le bilan sportif de l'équipe de France féminine qui, lors des deux dernières saisons, a brillé dans le Tournoi des Six Nations (2e en 2015, vainqueur en 2016) ne semble pas en cause.
Il entraîne les cadets du club d'Hasparren durant la saison 2018-2019, puis s'engage le 7 juin 2019 avec le club Inthalatz de Larressore en Fédérale 3. Après deux saisons interrompues en raison de la pandémie de Covid-19, il rejoint Saint-Paul sports en Fédérale 2 ; il démissionne dès le mois de février 2022. En mai 2022, il retrouve l'AS Bayonne où il est chargé de "restructurer l’ensemble du secteur féminin du club, des équipes cadettes aux seniors".
| Saison      | Club                       | Division   | Poste  | Classement          | Coupe d'Europe             | Challenge européen |
| ----------- | -------------------------- | ---------- | ------ | ------------------- | -------------------------- | ------------------ |
| 2008 - 2009 | Biarritz olympique         | Top 14     | Avants | 5e                  | Éliminé en poule           | -                  |
| 2009 - 2010 | Biarritz olympique         | Top 14     | Avants | 7e                  | Défaite en finale          | -                  |
| 2010 - 2011 | Biarritz olympique         | Top 14     | Avants | Éliminé en barrages | Éliminé en quart-de-finale | -                  |
| 2019 - 2020 | Inthalatz rugby Larressore | Fédérale 3 | Avants | Saison arrêtée      |                            |                    |
| 2020 - 2021 | Inthalatz rugby Larressore | Fédérale 3 | Avants | Saison arrêtée      |                            |                    |
| 2019 - 2020 | Saint-Paul sports          | Fédérale 2 | Avants |                     |                            |                    |

| Année | Sélection        | Tournoi     | Poste  | Classement IRB à la fin de l'année | Tournoi   | Coupe du monde |
| ----- | ---------------- | ----------- | ------ | ---------------------------------- | --------- | -------------- |
| 2015  | France féminines | Six Nations | Avants | 2e                                 | 2e        | -              |
| 2016  | France féminines | Six Nations | Avants | 4e                                 | Vainqueur | -              |

## Palmarès

### Joueur

#### En club
- Coupe de France :
  - Vainqueur (1) : 2000
- Championnat de France de rugby à XV
  - Vainqueur (2) : 2002 et 2005[Note 1]

#### En équipe de France
- 35 sélections
- 1 essai (5 points)
- Sélections par année : 5 en 1992, 6 en 1993, 8 en 1994, 12 en 1995, 4 en 1996
- Coupe Latine en 1995
- Participations aux Tournois des Cinq Nations 1994, 1995 & 1996 (12 matchs joués)
- Coupe du monde 1995 : 5 sélections (Tonga, Écosse, Irlande, Springboks, Angleterre).

### Entraîneur
- Finaliste de la Coupe d'Europe en 2010
- Vainqueur du Tournoi des Six Nations féminin 2016
- Vainqueur du championnat Élite 2 Armelle-Auclair en 2017

## Statistiques

### Tournoi des Cinq Nations
| Édition           | Rang | Résultats France | Résultats Gonzalez | Matchs Gonzalez |
| ----------------- | ---- | ---------------- | ------------------ | --------------- |
| Cinq Nations 1994 | 3    | 2 v, 0 n, 2 d    | 2 v, 0 n, 2 d      | 4/4             |
| Cinq Nations 1995 | 3    | 2 v, 0 n, 2 d    | 2 v, 0 n, 2 d      | 4/4             |
| Cinq Nations 1996 | 3    | 2 v, 0 n, 2 d    | 2 v, 0 n, 2 d      | 4/4             |

Légende : v = victoire ; n = match nul ; d = défaite ; la ligne est en gras quand il y a Grand Chelem.

### Coupe du monde
| Édition             | Rang      | Résultats France | Résultats Gonzalez | Matchs Gonzalez |
| ------------------- | --------- | ---------------- | ------------------ | --------------- |
| Afrique du Sud 1995 | Troisième | 5 v, 0 n, 1 d    | 4 v, 0 n, 1 d      | 5/6             |

Légende : v = victoire ; n = match nul ; d = défaite.